# Rajon Holossijiw
Der Rajon Holossijiw (ukrainisch Голосіївський район Holossijiwskyj rajon; russisch Голосеевский район Golossejewski rajon) ist einer von zehn Verwaltungsbezirken (Rajone) der Stadt Kiew, der Hauptstadt der Ukraine.

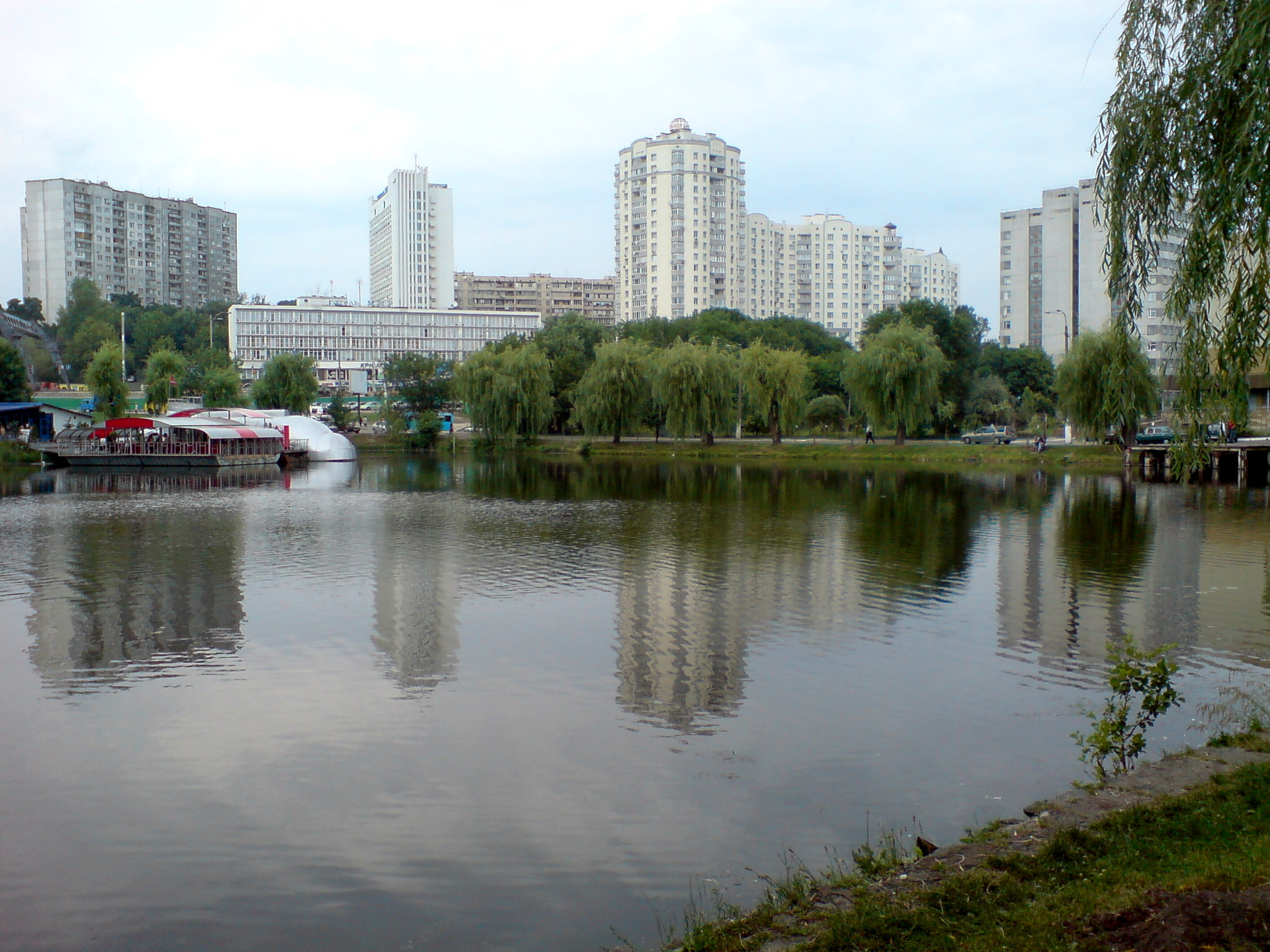
Park mit See im Rajon Holossijiw

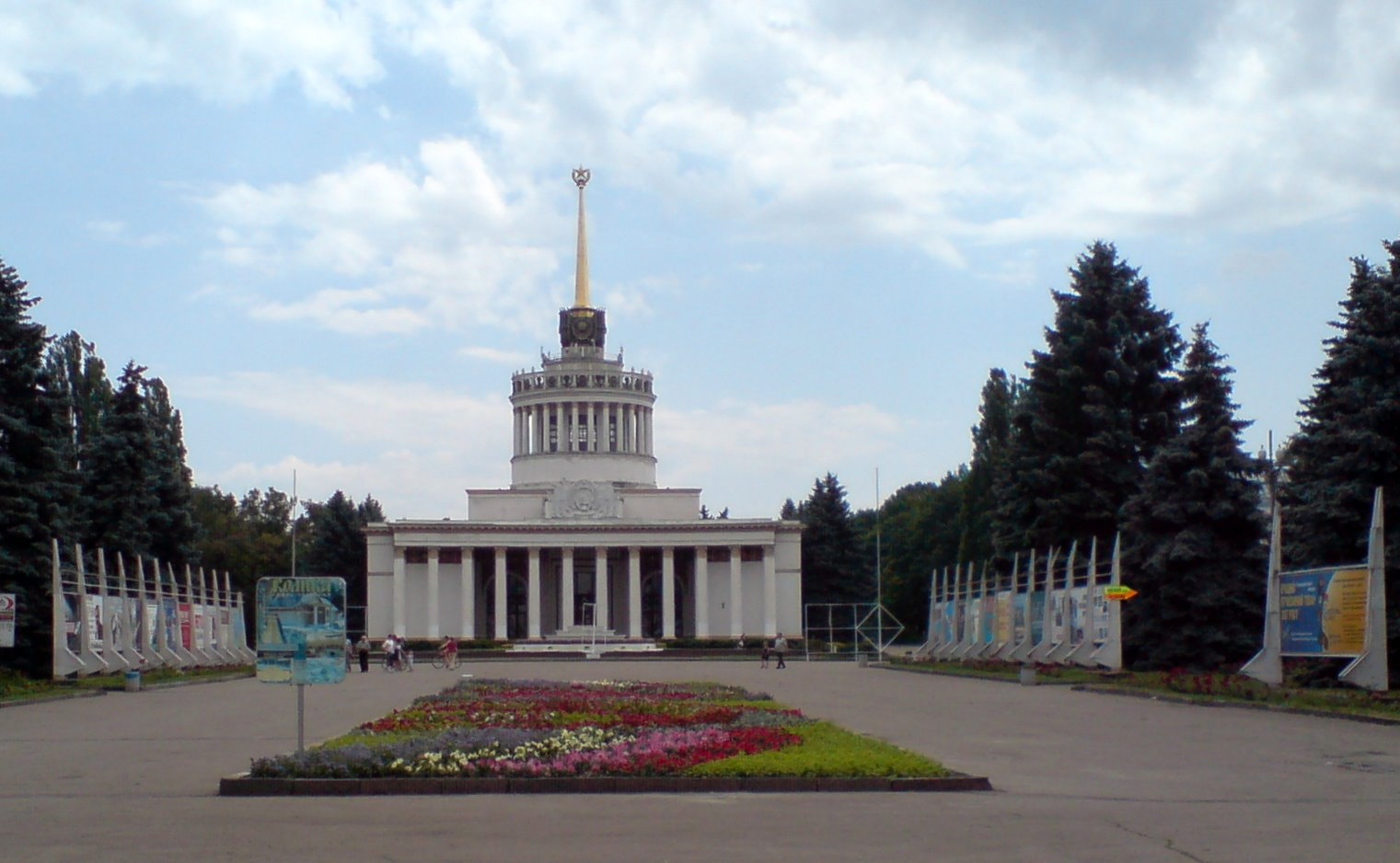
Expocenter der Ukraine im Rajon Holossijiw

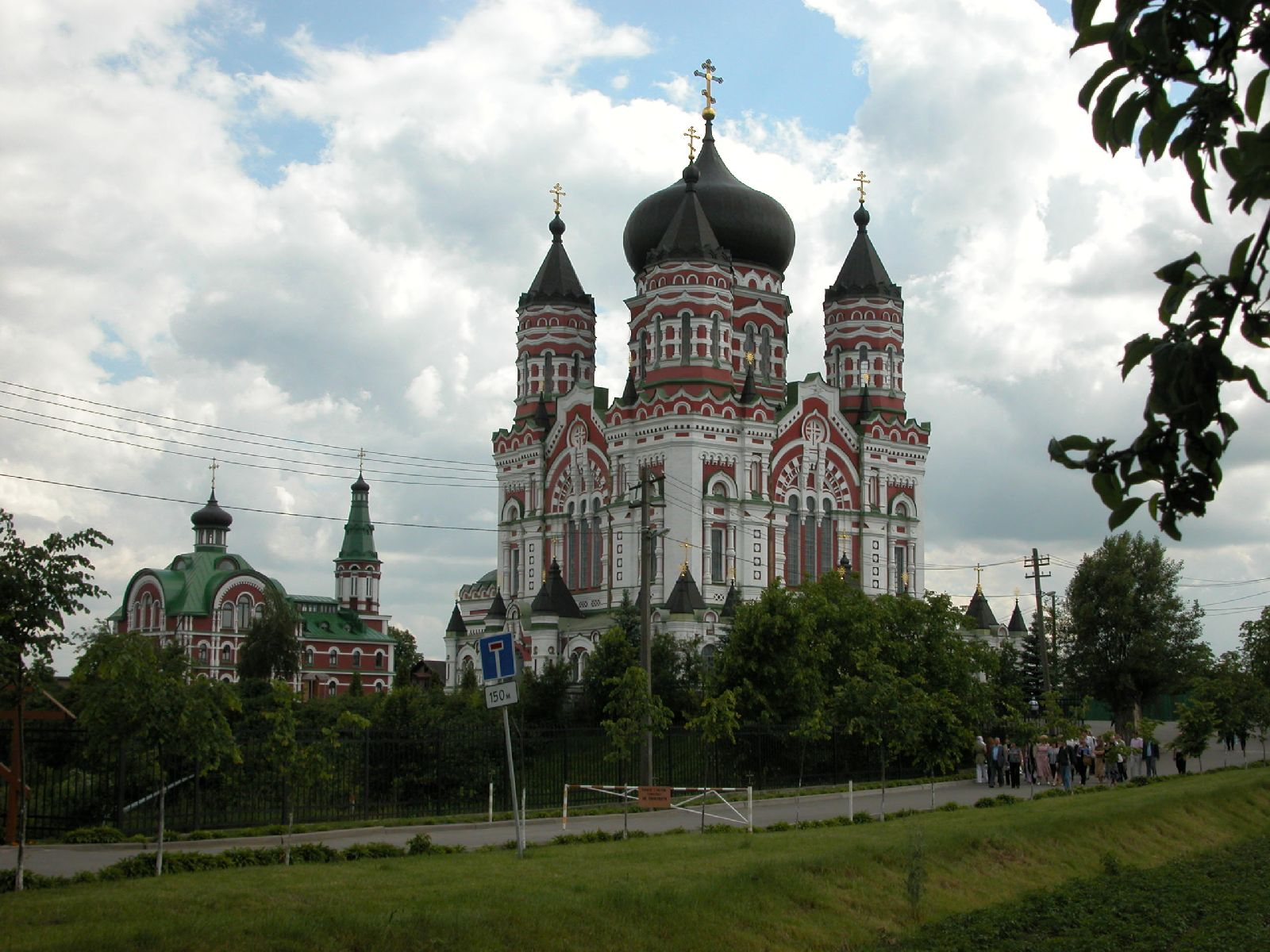
Die St. Pantaleon-Kathedrale im Stadtteil Feofanija

Der Rajon Holossijiw liegt im Südwesten der Stadt größtenteils, von einigen Flussinseln, wie der Wodnykiw- und Kosaken-Insel abgesehen, am rechten Ufer des Dnepr und wurde im Jahr 2001 gegründet. Der Rajon hat 254.298 Einwohner (2020) und eine Fläche von etwa 156 km². Die Bevölkerungsdichte im Rajon beträgt 1.626 Einwohner je km².

## Geografie
Im Rajon Holossijiw befindet sich ein ausgedehntes Waldgebiet, das als Nationalpark Holossijiw geschützt ist.
Durch den Stadtteil führen die Europastraße 40 und die Europastraße 95.

## Sehenswürdigkeiten
Im Rajon liegen unter anderem der Campus der Nationalen Landwirtschaftlichen Universität der Ukraine, das Museum für Volksarchitektur und Brauchtum der Ukraine, das Expocenter der Ukraine, die St. Pantaleon-Kathedrale, der Baikowe-Friedhof, das Hauptobservatorium der Nationalen Akademie der Wissenschaften der Ukraine, das Museum der Sowjetbesatzung sowie ein Museum, das dem ukrainischen Dichter Maksym Rylskyj gewidmet ist.

## Bevölkerungsentwicklung
| 2001    | 2008    | 2016    | 2020    |
| ------- | ------- | ------- | ------- |
| 202.993 | 224.707 | 247.564 | 254.298 |

Quellen:2001–2008: 
2016: 
2020: 